# Кортандоне
Кортандоне (італ. Cortandone, п'єм. Cortandon) — муніципалітет в Італії, у регіоні П'ємонт,  провінція Асті.
Кортандоне розташоване на відстані близько 500 км на північний захід від Рима, 31 км на південний схід від Турина, 14 км на північний захід від Асті.
Населення — 327 осіб (2014).

## Демографія
Населення за роками:

Станом на 1 січня 2023 року в муніципалітеті офіційно проживало 30 іноземців з 13 країн, серед них 11 громадян країн Євросоюзу.

## Сусідні муніципалітети
- Камерано-Казаско
- Чинальйо
- Кортаццоне
- Маретто
- Монале